# Norges geografi
Norges geografi er generelt forreven og bjergrigt. Kystlinjen på mere end 100.000 kilometer (øer medregnet) afbrydes af stejle fjorde samt et virvar af øer og holme. Norge kendes også som landet med midnatssolen, idet det delvis ligger nord for polarkredsen. Her går solen ikke ned ved midsommer, og om vinteren er de mange dale i lange perioder uden lys.
Norge følger Nordatlanten i hele sin længde. Tre have udgør kystlinjen. Nordsøen i sydvest, Skagerrak i syd og Norskehavet til vest og Barentshavet til nordøst. Norges højeste punkt er Galdhøpiggen med sine 2.469 meter.
Det norske klima er tempereret, specielt langs kysten som påvirkes af golfstrømmen. Klimaet inde i landet er mere hårdt, og i den nordlige del hersker mere arktiske forhold. 
De vigtigste lavlandsområder er langs Skagerraks kyst og omkring Oslofjorden og Trondheimsfjorden.

## Areal
Norges areal er på 385.199 km² hvoraf Svalbard udgør 61.020 km² og Jan Mayen 377 km². Søer og elve udgør 19.522 km² og bræer udgør 3.170 km² når man ser bort fra Svalbard og Jan Mayen.

## Landsdele og Fylker
Norge er organiseret som en centralt styret stat og består af 19 provinser kaldet fylker, tidligere kaldet amter. Disse er fordelt på 5 landsdele, og er opdelt i i alt 431 kommuner.
- Norges landsdele

## Største byer
Norges 25 største byområder per 1. januar 2008:
| 1  | Oslo                  | 856.915 |
| 2  | Bergen                | 252.051 |
| 3  | Stavanger/Sandnes     | 185 913 |
| 4  | Trondheim             | 156 794 |
| 5  | Fredrikstad/Sarpsborg | 100 458 |
| 6  | Drammen               | 94 901  |
| 7  | Porsgrunn/Skien       | 86 342  |
| 8  | Kristiansand          | 66 532  |
| 9  | Tromsø                | 54 070  |
| 10 | Tønsberg              | 46 862  |
| 11 | Ålesund               | 45 902  |
| 12 | Haugesund             | 42 112  |
| 13 | Sandefjord            | 40 596  |
| 14 | Moss                  | 40 309  |
| 15 | Bodø                  | 36 073  |
| 16 | Arendal               | 32 103  |
| 17 | Hamar                 | 29 808  |
| 18 | Larvik                | 23 577  |
| 19 | Halden                | 22 688  |
| 20 | Lillehammer           | 19 922  |
| 21 | Harstad               | 19 470  |
| 22 | Molde                 | 19 217  |
| 23 | Kongsberg             | 18 565  |
| 24 | Gjøvik                | 18 424  |
| 25 | Askøy                 | 18 054  |

## Højeste bjerge
De højeste bjerge er: Galdhøpiggen, Glittertind, Storen (Store Skagastølstinde) og Store Styggedalstinde.
Snøhetta er det højeste bjerg udenfor Jotunheimen.

## Større floder
Norges længste floder er Glomma, Pasvikelven, Numedalslågen, Gudbrandsdalslågen med Vorma, Tanaelv, Drammensvassdraget langs Begna, Skiensvassdraget, Otra, Trysilelven og Altaelven.

## Større søer
Norges 10 største søer er: Mjøsa, Røssvatnet, Femunden, Randsfjorden, Tyrifjorden, Snåsavatnet, Tunnsjøen, Limingen og Øyeren.

## Større øer
Norges 10 største øer er: Spitsbergen, Nordaustlandet, Edgeøya, Hinnøya, Senja, Barentsøya, Langøya, Sørøya, Kvaløya og Kvitøya.
Fraregner man Svalbard er de største øer: Hinnøya, Nordland/Troms; Senja, Troms; Langøya, Nordland;Sørøya, Finnmark; Kvaløya, Troms; Ringvassøy, Troms; Hitra, Sør-Trøndelag; Seiland, Finnmark; Austvågøy, Nordland og Andøya, Nordland.

## Længste fjorde
Norges 20 længste fjorde er: Sognefjorden, Hardangerfjorden, Trondheimsfjorden, Porsangerfjorden, Oslofjorden, Nordfjord, Boknafjorden, Varangerfjorden, Romsdalsfjorden, Storfjorden, Lyngenfjorden, Ofotfjorden, Laksefjorden, Ullsfjorden, Kvænangsfjorden, Foldfjorden, Tanafjorden, Ranfjorden, Tysfjorden og Norfolda.

## Nationalparker
Rondane blev ved oprettelsen i 1962 Norges første nationalpark .
Norges (hvis man ser bort fra Svalbard) fem største nationalparker er Hardangervidda nationalpark, Saltfjellet-Svartisen nationalpark, Blåfjella-Skjækerfjella nationalpark, Dovrefjell-Sunndalsfjella nationalpark og Anárjohka nationalpark.
Svalbards fem største nationalparker er Sør-Spitsbergen nationalpark, Nordvest-Spitsbergen nationalpark, Nordre Isfjorden nationalpark, Nordenskiöld Land nationalpark og Sassen-Bünsow Land nationalpark.
|  | Denne artikel kan blive bedre, hvis der indsættes geografiske koordinater Denne artikel omhandler et emne, som har en geografisk lokation. Du kan hjælpe ved at indsætte koordinater i wikidata. |